# Albaner in Serbien

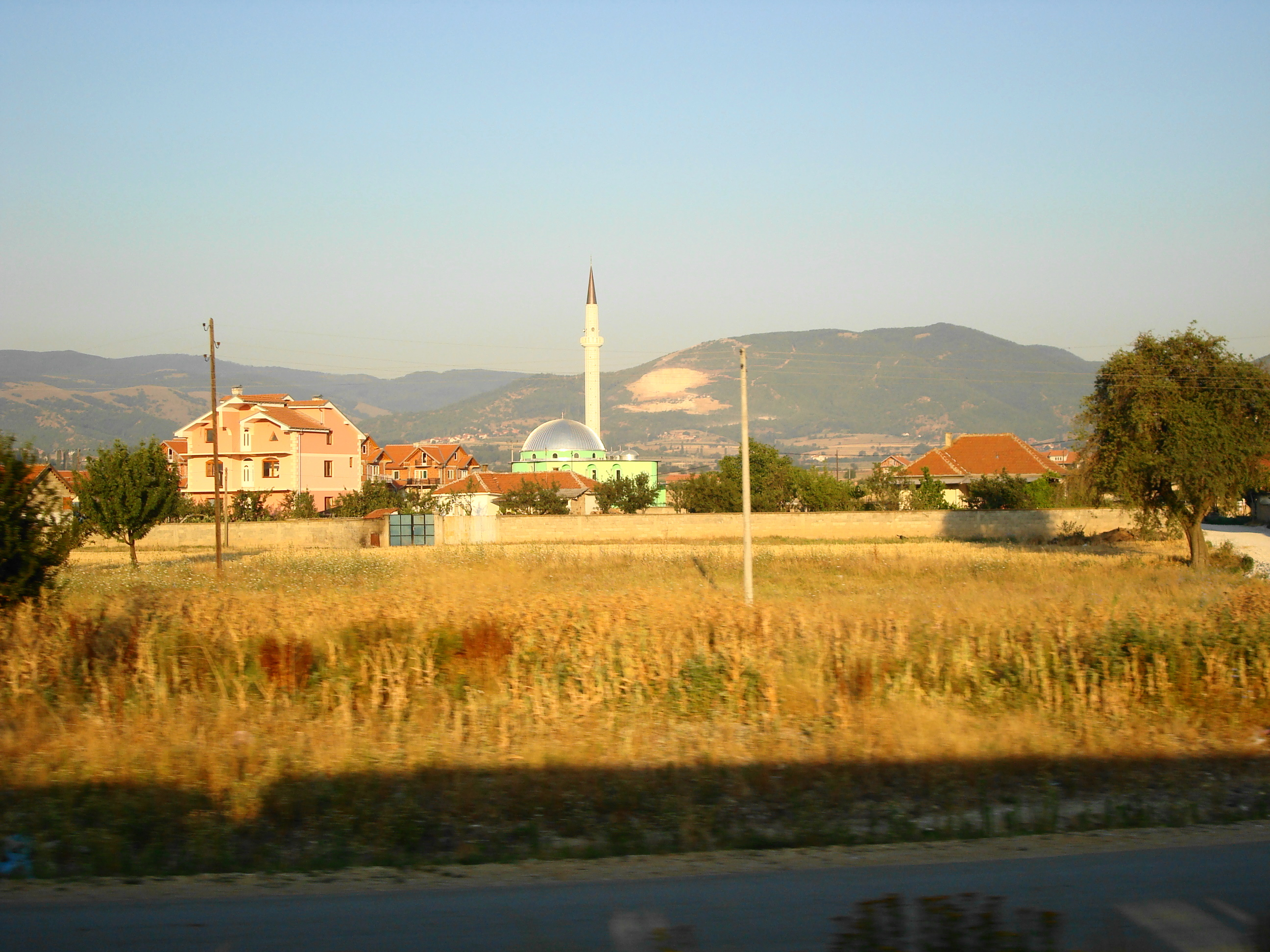
Moschee in Preševo/Presheva

Die Albaner in Serbien (albanisch Shqiptarët në Serbi, serbisch Албанци у Србији Albanci u Srbiji) sind eine Minderheit im Land. Laut der im Jahr 2002 durchgeführten Volkszählung beläuft sich der Anteil der sich als Albaner bekennenden Bevölkerung in der ganzen Republik Serbien auf rund 0,82 Prozent. In Zahlen sind das 61.647 Personen. In Zentralserbien ist der Anteil mit 1,10 viel höher als in der autonomen Provinz Vojvodina mit 0,08 Prozent.
Die Albaner in Serbien bilden seit Jahrhunderten im Süden des Landes eine eigenständige Bevölkerungsgruppe. In einigen Opštini (Singular Opština; Gemeinde) stellen sie die Mehrheit, wie beispielsweise in den südserbischen Städten Preševo (albanisch Presheva) und Bujanovac (albanisch Bujanoc), und in anderen sind sie eine bedeutende Minderheit, wie in Medveđa (albanisch Medvegja). Laut Volkszählung 2002 bezeichnen sich in der Opština Preševo 89,10 %, in der Opština Bujanovac 54,69 % und in der Opština Medveđa 26,17 % als Albaner. Die drei Opštini im Dreiländereck zu Nordmazedonien und Kosovo werden zusammenfassend als Preševo/Presheva-Tal bezeichnet (albanisch Lugina e Preshevës) und haben eine Fläche von 1249 km².

## Geschichte

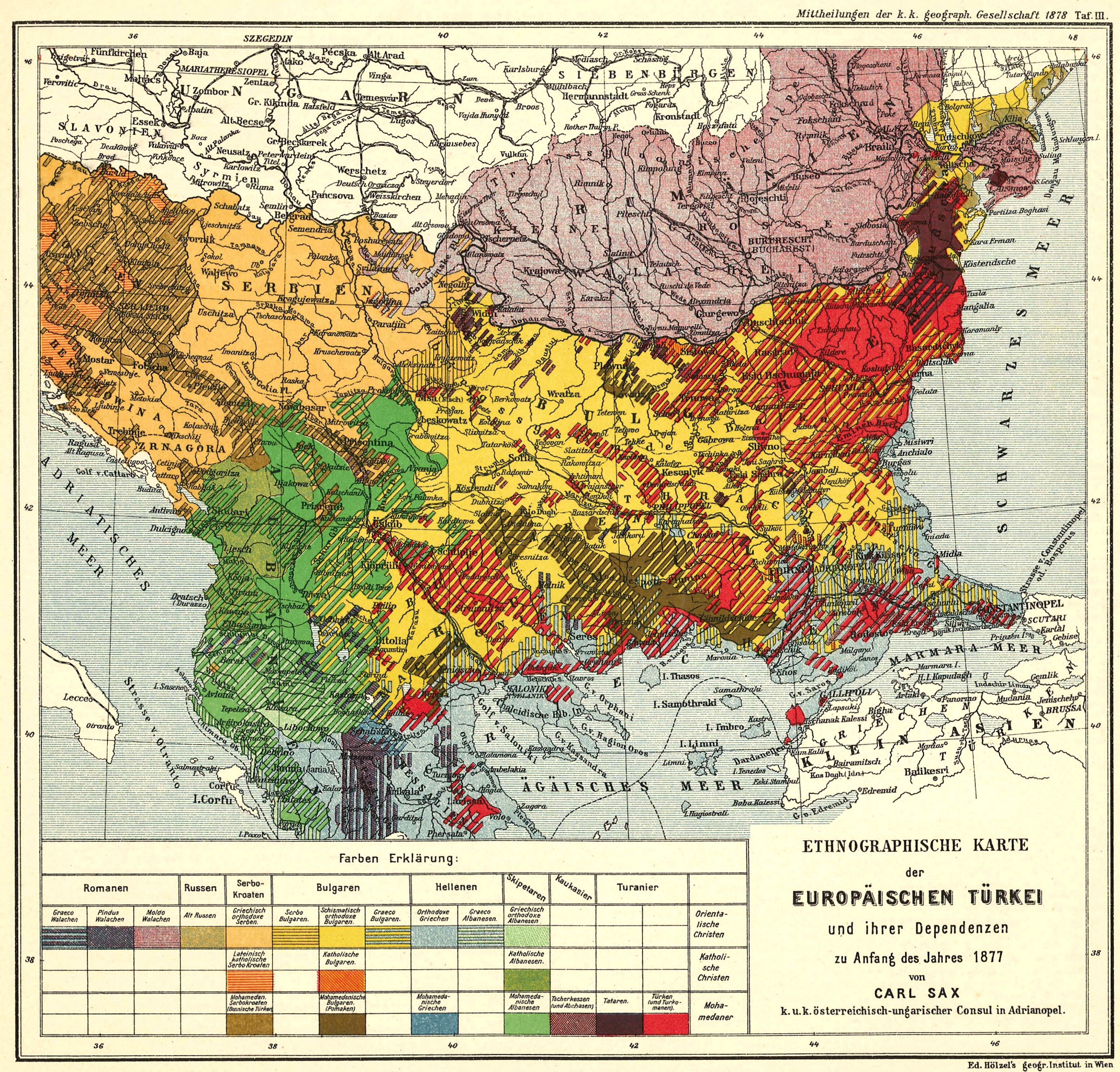
Karte von 1878 mit den Verbreitungsgebieten der Balkan-Völker (herausgegeben von der Kaiserlichen und Königlichen Geographischen Gesellschaft, Wien); die Albaner sind grün dargestellt und deutlich erkennbar sind die von ihnen bewohnten Gegenden bis südlich vor Niš

Nach dem Zerfall des Osmanischen Reichs Ende des 19. und Anfang des 20. Jahrhunderts kam die Region um Niš, Kumanovo und Gjilan zum Königreich Serbien. In dieser lebte eine große albanische Bevölkerung, die sich nicht nur aufs Preševo-Tal beschränkte, sondern auch weiter nördlich bis vor Niš ansässig war. Getrieben durch Nationalismus und Islamophobie nach der osmanischen Besatzung wurden die Albaner jedoch aus dieser Gegend ins Kosovo oder in diejenigen Gebiete verdrängt, in denen sie noch heute leben. Als sich die Republik Albanien 1912 für unabhängig erklärte, umfasste das ihr zugesprochene Staatsgebiet nicht einmal die Hälfte des mehrheitlich von Albanern bewohnten Raumes. Kosovo und das Preševo-Tal blieben außerhalb dieser Grenzen.
Nach dem Kosovokrieg im Jahr 1999 und der Unabhängigkeitserklärung Kosovos 2008 mehrten sich die Stimmen, die ein Anschluss des Preševo-Tals an den Kosovo forderten. Bezugnehmend auf seinen westlichen Nachbar nennt sich das Preševo-Tal auch Ostkosovo.
Infolge der Arbeitslosigkeit und Armut sind viele Albaner aus dem Preševo-Tal ausgewandert. Ziele waren Deutschland, die Schweiz, Österreich, Schweden, Dänemark und die Vereinigten Staaten.

## Rechtliche und soziale Situation
Der Gebrauch der albanischen Sprache im Verwaltungs- und Verkehrswesen ist im Verfassungsgesetz der Republik Serbien geregelt, wo auch der Gebrauch aller Minderheitensprachen des Landes geklärt ist. Die drei bereits erwähnten Opštini gebrauchen neben Serbisch auch Albanisch als Amtssprache. Diese Regelung ist noch ziemlich jung, wurde jedoch ergänzt, nachdem 2004 in der Region des Preševo-Tales ethnisch motivierte Konflikte aufgeflammt waren.

In der Schule wird ebenfalls neben Serbisch auch Albanisch als Unterrichtssprache gelehrt. In den Behörden der Verwaltung, Schule, Polizei, Gesundheitswesen, Feuerwehr usw. sind wieder vermehrt Albaner eingestellt.
Obwohl die Lage sich stabilisiert hat, gibt es immer noch Anzeichen dafür, dass breite Schichten der albanischen Bevölkerung im Preševo-Tal vor allem mit der sozialen Situation unglücklich sind. Immer wieder gibt es beispielsweise ethnisch motivierte Zwischenfälle von beiden Seiten. In den albanischen Medien in Albanien, im Kosovo und in Nordmazedonien wird oft auf diese Lage hingewiesen und albanisch-nationalistische Stimmen verlangen sogar einen Anschluss des Preševo-Tales an das Kosovo, oft im Austausch mit dem Nordkosovo, das mehrheitlich von Serben bewohnt wird. Solche Stimmen werden jedoch von den albanischen und serbischen Offiziellen abgelehnt. Vielmehr zielt man auf ein gemeinsames Zusammenleben und die Respektierung der Minderheitenrechte hin.

## Politik
In der Nationalversammlung Serbiens sind die Albaner mit Riza Halimi, dem ehemaligen Bürgermeister Preševos, vertreten. Er gehört der Koalition der Albaner des Preševo-Tals an.

## Kultur
Die Albaner in Serbien sprechen den gegischen Dialekt des Albanischen und bekennen sich mehrheitlich zum sunnitischen Islam. Die kulturellen Bindungen zu Albanien, Kosovo und Nordmazedonien sind sehr eng. Nicht selten wird das Preševo-Tal von führenden albanischen Politikern besucht.
Ab 1977 wurde in Veliki Trnovac (alb. Tërnoc i Madhë) die Monatszeitschrift Jehona (deutsch: „das Echo“) herausgegeben, welche für die albanische Minderheit Südserbiens eine wichtige Rolle spielte.